# Hoppenstedt Aktienführer
Der Hoppenstedt Aktienführer, ehemals Saling Aktienführer, ist ein seit 1935 erscheinendes Nachschlagewerk mit den Daten aller an deutschen Börsenplätzen gehandelten deutschen Unternehmen. Darüber hinaus enthält er Informationen zu einigen hundert in Deutschland notierten ausländischen Firmen.

## Geschichte
Der Hoppenstedt Aktienführer geht zurück auf August Salings Börsen-Papiere, die ab 1884 im Berliner Verlag Haude und Spener und später im Verlag für Börsen- und Finanzliteratur, Berlin/Leipzig/Hamburg, erschienen. 1935 entstand daraus der Saling Aktienführer, der bis 1995 jährlich (wahrscheinlich mit Unterbrechungen) vom Verlag Hoppenstedt & Co herausgegeben und verlegt wurde. Mit der Ausgabe 1997 (erschienen 1996) änderte sich der Titel des Werks in Hoppenstedt Aktienführer. Gleichzeitig vergrößerte sich das Format von knapp DIN A5 auf DIN A4, bei einem Umfang von nun etwa 950 (zuvor 1400) Seiten. Spätestens seit 2001 ist der Aktienführer auch auf CD-ROM mit einer Abfragesoftware für Microsoft-Windows-Betriebssysteme erhältlich.
Seit 2013 ist Hoppenstedt nur noch eine Marke des schwedischen Bisnode-Konzerns, der den Hoppenstedt-Verlag einige Jahre zuvor übernommen hatte. Neben den weiterhin verfügbaren jährlichen Buch- und CD-Ausgaben wird der Aktienführer heute als tagesaktueller Cloud-Dienst im Rahmen eines Jahresabonnements angeboten. Die Online-Fassung enthält die gleichen Firmenporträts in gleicher Aufmachung wie die traditionellen Ausgaben.

## Inhalt
Der Datenteil jeder Ausgabe des Aktienführers enthält – mindestens seit 1991 und mit Ausnahme einiger unvollständiger Einträge – zu jedem Unternehmen folgende Angaben:
- handelsrechtlicher Name
- Firmensitz mit vollständige Adresse, Telefon- und Faxnummer
- Name und Wohnsitz der Vorstands- und Aufsichtsratsmitglieder
- Gründungsdatum
- Unternehmenszweck
- Liste der Beteiligungsunternehmen
- Beschäftigtenzahl
- Angaben zum Geschäftsjahr
- Entwicklung des Grundkapitals
- Stammdaten und Anzahl der Aktie(n)
- Aktionärsstruktur
- Angaben zur Börsennotierung
- historische Aktienkurse
- Dividendenhöhe der letzten fünf Jahre
- verkürzte Bilanz sowie Gewinn- und Verlustrechnung (GuV) der letzten 2–3 Jahre

Mit der Umstellung auf A4-Format wurden weitere Daten hinzugefügt:
- Adresse der Firmenwebsite
- Bezüge von Vorstand und Aufsichtsrat
- genehmigtes Kapital
- Aktiencharts für die letzten vier Jahre
- Höchst-, Tiefst- und Jahreschlusskurse der letzten fünf Jahre
- ausgewählte Bilanz- und GuV-Kennzahlen der letzten fünf Jahre
- Name der Wirtschaftsprüfungsgesellschaft
- aktuelle Hauptversammlungstermine

Den Ausgaben 1996 bis 2002 beinhalten zusätzlich einen redaktionellen Teil mit einer Zusammenfassung des abgelaufenen Börsenjahrs. Zudem gibt es seit 1996 eine Übersicht der Neuemissionen und spätestens seit 2002 eine Liste der Börsenabgänge, deren Zahl mit dem Inkrafttreten der Squeeze-Out-Regelung in Deutschland sprunghaft zunahm. In den 2010er Jahren wurden weitere Unternehmensdaten ergänzt:
- Verweis auf den Handelsregistereintrag des Unternehmens
- Branchenschlüssel
- Name eines Investor-Relations-Ansprechpartners
- Firmenname des Marktbetreuers